# Princession Orchestra
«Princession Orchestra» (яп. プリンセッション・オーケストラ, Purinsesshon Ōkesutora, Оркестр Принцес) — аніме-телесеріал, створений компаніями Aria Entertainment, Takara Tomy та King Records, а виробництвом займалася студія Silver Link. Оригінальна концепція належить творчому дуету Акіфумі Канеко та Норясу Аґемацу, відомих за серією «Senki Zesshō Symphogear». Режисером виступив Шін Оонума, а Манта Айсора став головним сценаристом. Прем'єра серіалу відбулася 6 квітня 2025 року на телеканалі TV Tokyo та інших станціях TXN. Основними темами та мотивами серіалу є музика та айдоли.

## Персонажі
Мінамо Сорано (яп. 空野 みなも, Sorano Minamo) / Принцеса Ріпл (яп. プリンセス・リップル, Purinsesu Rippuru)
Сейю: Азуса Аоі
Її тематичний колір — блакитний.
Кагарі Шірубе (яп. 識辺 かがり, Shirube Kagari) / Принцеса Зіл (яп. プリンセス・ジール, Purinsesu Jīru)
Сейю: Юрі Фуджімото
Її тематичний колір — червоний.
Нагасе Ічіджьо (яп. 一条 ながせ, Ichijō Nagase) / Принцеса Метеор (яп. プリンセス・ミーティア, Purinsesu Mītia)
Сейю: Азуса Тачібана
Її тематичний колір — лаймово-зелений.
Навіль (яп. ナビーユ, Nabīyu)
Сейю: Хіро Шімоно
Калісто (яп. カリスト, Karisuto)
Сейю: Чіакі Кобаяші
Гіта (яп. ギータ, Gīta)
Сейю: Шьоя Чіба
Бесс (яп. ベス, Besu)
Сейю: Джуня Енокі
Друн (яп. ドラン)
Сейю: Шунсуке Такеучі
Сейшіро Сорано (яп. 空野誠志郎, Sorano Seishirō)
Сейю: Сатоші Хіно
Йоко Сорано (яп. 空野ようこ, Sorano Yōko)
Сейю: Йошіно Нанджо
Ріку Сорано (яп. 空野りく, Sorano Riku)
Сейю: Юкі Вакай
Нацу Хіномото (яп. 陽ノ下なつ, Hinomoto Natsu)
Сейю: Хікарі Аімура

## Медіа

### Аніме
Трансляція аніме-серіалу «Princession Orchestra» розпочалася 6 квітня 2025 року на телеканалі TV Tokyo та інших станціях TXN і триватиме протягом чотирьох послідовних сезонів. Музичний гурт Orcheria, у складі якого Азуса Аоі, Юрі Фуджімото та Азуса Тачібана, виконав як початкову композицію серіалу — «Zettai Utahime Sengen!» (яп. ゼッタイ歌姫宣言ッ！, «Я оголошую себе абсолютною дівою!»), так і завершальну тему — «Kimi to Tsunagu Orchestra» (яп. 君とつなぐオーケストラ, «Наш оркестр нас поєднає»). Всю музику до серіалу написала компанія Elements Garden.

### Мерчендайз
Компанія Takara Tomy володіє правами на мерчендайз серіалу та випускає іграшки, створені на основі предметів для трансформації, що фігурують в аніме.